# Ludwik Lejzer Zamenhof
Ludwik Lejzer Zamenhof (jiddisch: לײזער לוי זאַמענהאָף)  (Białystok, 15 de desembre de 1859 - Varsòvia, 14 d'abril de 1917), nascut Leyzer Leyvi Zamengov va ser un oftalmòleg jueu, iniciador de l'esperanto, la llengua artificial més parlada fins avui. És el pare de Lidia Zamenhof.

## Biografia

### Infantesa i entorn cultural
Ludwik Lejzer Zamenhof va néixer el 15 de desembre de 1859 a Bialystok, ara la capital del voivodat de Podlàquia, al nord-est de Polònia. En aquella època, Polònia no existia com a estat i estava dividida entre Àustria, Prússia i Rússia. La ciutat de Bialystok formava part aleshores de l'Imperi Rus i era habitada per polonesos, alemanys i russos de diferents religions.
Amb aquesta diversitat de nacionalitats, religions, llengües i costums, Białystok era un teatre permanent de tensió i d'incidents greus. Des de la seva infantesa, Ludwik Lejzer Zamenhof va qüestionar els mitjans per erradicar els prejudicis de raça, nacionalitat i religió.
Fill de Markus, un professor d'alemany i francès, autor de llibres de text molt coneguts de llengua i geografia, rigorós, molt aferrat a la cultura de l'aprenentatge, i de Rozalia (Liba), una mare sensible i profundament humanitària, el jove Zamenhof s'apassionà ràpidament pels idiomes.
La seva llengua nativa era el rus, però també parlava ídix, polonès. i alemany amb fluïdesa. Més tard va aprendre francès, llatí, grec, hebreu i anglès i també s'interessà per l'italià, el castellà i el lituà, entre d'altres.

### Creació de l'esperanto
Quan era estudiant a l'escola secundària a Varsòvia, Zamenhof va fer l'intent de crear una llengua auxiliar internacional, amb una gramàtica molt rica, però també molt complexa. Quan més tard estudià anglès, va decidir que l'idioma internacional havia de tenir una gramàtica senzilla.
Va continuar amb els seus esforços malgrat que el 1879 va aparèixer el volapük, resultat del treball del sacerdot Johann Martin Schleyer en el projecte de crear una llengua internacional. Zamenhof va aprendre volapük, però els defectes d'aquest idioma el van motivar encara més a prosseguir amb els seus plans.
A part de les seves llengües natives, rus i ídix, i del polonès, la seva llengua adoptada, en els seus experiments lingüístics posteriors li va servir també el seu domini de l'alemany, una bona comprensió passiva del llatí, l'hebreu i el francès i un coneixement bàsic de grec, anglès i italià.
El 1878, el seu primer projecte, que va anomenar lingwe uniwersala, estava gairebé acabat. No obstant això, Zamenhof era massa jove llavors per publicar la seva obra.
L'any 1881 va preparar un nou projecte de llengua. Poc després de graduar-se a l'escola va començar a estudiar medicina, primer a Moscou i després a Varsòvia. El 1885 Zamenhof es va graduar a la universitat i va començar les seves pràctiques com a metge a Veisiejai i després de 1886 com a oftalmòleg a Plock i Viena. Alhora que exercia la seva professió, va continuar treballant en el seu projecte de llengua internacional.
Durant dos anys va tractar de recaptar fons per publicar un pamflet que descrivia la llengua que finalment havia construït, fins que va rebre l'ajuda financera del pare de la seva futura esposa. Per fi, el 1887 i amb el seu ajut econòmic, es va publicar a Varsòvia un pamflet titulat Lingvo Internacia (Llengua Internacional), que més endavant seria conegut com a Unua Libro (Primer Llibre), on s'exposaven els principis de la nova llengua, amb el pseudònim Doktoro Esperanto (Doctor Esperançat), que aviat va esdevenir el nom de la llengua en si.
Mitjançant els cinc pamflets que van aparèixer respectivament en rus, polonès, francès, alemany i anglès, va sotmetre el seu projecte de "llengua internacional" a la crítica dels experts, amb la promesa que, al cap d'un any, la perfeccionaria amb les millores proposades. Va enviar aquells pamflets a un gran nombre de revistes, gasetes, societats i periòdics europeus. Va posar anuncis en periòdics russos i polonesos. Va fer servir, amb el seu consentiment, el dot de la seva esposa per llençar, entre els anys 1888 i 1889, una sèrie completa de llibres: Dua Libro (Segon Llibre), Aldono al la Dua Libro (Suplement del Segon Llibre), Neĝa blovado (Tempesta de neu) i Gefratoj (Germans) —traduïts per Antoni Grabowski—, traduccions del Segon Llibre i del Suplement, Meza Vortaro Germana (Diccionari Mitjà Alemany), Plena Vortaro Rusa (Diccionari Complet Rus), manuals en anglès i suec, Princino Mary (Princesa Mary) —traduït per E. von Wahl—, Adresaro (Directori) i va proporcionar els diners necessaris per editar les obres divulgadores de L. Einstein i H. Phillips.
A la darreria del 1889, a causa, sobretot, de tan gran activitat editorial, es va quedar completament arruïnat. A partir d'aquell moment, tot i que va continuar sent, fins al 1905, el motor principal del moviment, la divulgació va dependre materialment dels recursos econòmics dels primers seguidors.
El 1898 s'instal·la definitivament en el call de Varsòvia, on hi va exercir la seva professió mèdica fins a la mort. Aquesta li va proporcionar més amargures que beneficis: a causa de la pobresa dels seus clients havia de visitar diàriament entre 30 i 40 pacients i malgrat tot només guanyava el just per garantir una vida modesta a la seva família.
El 1905 es va celebrar el primer Congrés Universal d'Esperanto, a Boulogne-sur-Mer (França), que consolida el moviment esperantista, fixa la Declaració de l'Esperantisme, on es defineix el moviment, i en el qual s'aprova el Fundamento de Esperanto, és a dir, la base fonamental de l'idioma, que a partir d'aquell moment és considerat el reglament essencial de l'esperanto.
Moltes de les idees de Zamenhof es van avançar a les del fundador de la lingüística moderna, l'estructuralista Ferdinand de Saussure (el germà del qual, René, parlava esperanto).
El 1909 va visitar Barcelona amb motiu del 5è Congrés Mundial d'Esperanto, poc després de la Setmana Tràgica.
Zamenhof va morir a Varsòvia el 14 d'abril del 1917. Els seus tres fills (Adam, Sofia i Lídia) van ser assassinats durant la Segona Guerra Mundial a causa de l'Holocaust nazi, car van ser classificats com a Juden (jueus) sota les lleis racials de Hitler.

## Homaranisme
Un altre gran projecte de Zamenhof, tot i que menys difós, va ser l'homaranisme, nom que Zamenhof va donar a la seva interpretació de la doctrina religiosa i filosòfica jueva anomenada hil·lelisme (per la influència del pensament de Hil·lel el Vell), que estava sustentada en un ideari pacifista i humanitarista cosmopolita. Amb aquest nom pretenia eliminar la part del judaisme i neutralitzar al màxim el concepte, segons el model d'una llengua i una religió humanista neutrals.

## Obres

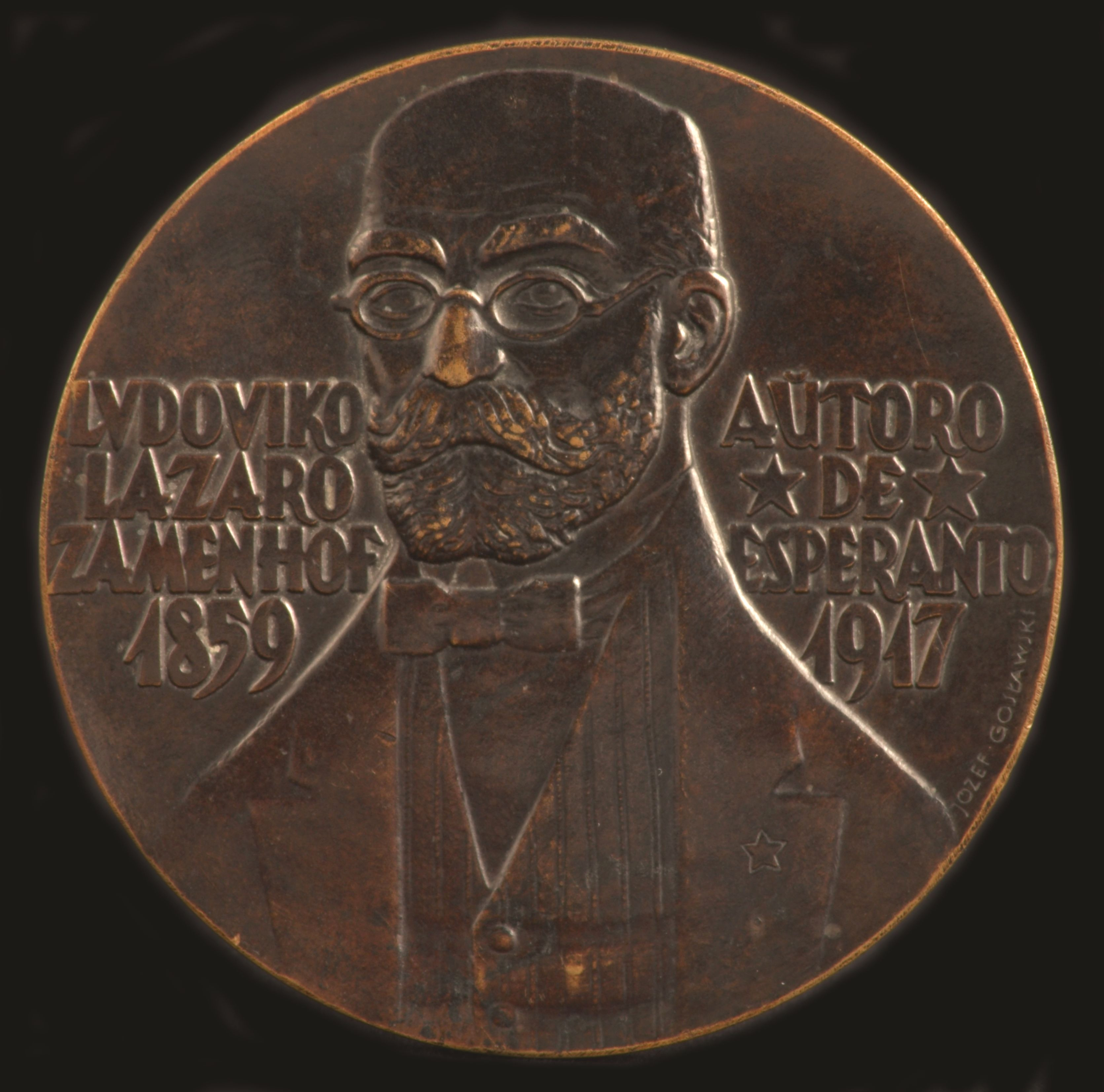
L'anvers de la medalla amb Ludwik Lejzer Zamenhof (Józef Gosławski, 1959).

### Obres originals
L'obra més coneguda de Zamenhof és l'Unua Libro (Primer Llibre). Tot i que Zamenhof tenia talent literari, principalment per a la poesia, no va escriure gaires obres literàries originals. Es va dedicar a la creació literària, més que res, per demostrar les qualitats de l'esperanto com a llengua literària. La seva creació literària original està representada principalment per set famosos poemes:
- Mia penso (El meu pensament)
- Ho, mia kor' (Oh, cor meu)
- La Espero (L'Esperança) (himne no oficial dels esperantistes)
- La vojo (El camí) (1896)
- Preĝo sub la verda standardo (Pregària sota l'estendard verd) (1905)
- Al la fratoj (Als germans) (1889)
- Pluvo (Pluja) (1909)

Un poema menys conegut és La vagabondo (El vagabund), suposadament de 1910.
La resta d'obres de Zamenhof són principalment de caràcter didàctic i lingüístic. Va crear, per exemple, diversos diccionaris (entre d'altres rus-esperanto i alemany-esperanto) i un refranyer.

### Obres traduïdes
L'activitat literària de Zamenhof va estar orientada principalment a la traducció. Les seves primeres traduccions, publicades a Unua libro, són el parenostre, fragments de la Bíblia i algunes poesies de Heinrich Heine. La seva primera traducció important va ser La batalla de la vida, de Charles Dickens (1891). El 1894 va traduir Hamlet, de William Shakespeare.
Altres obres importants que va traduir són:
- El revisor, comèdia de Nikolai Gògol (1907)
- Els bandits, de Friedrich Schiller (1907)
- Ifigènia a Aulis, de Johann Wolfgang von Goethe (1907)
- Marta, d'Eliza Orzeszkowa (1910)

Pòstumament, va aparèixer la seva traducció de les faules de Hans Christian Andersen.

### Fundamenta Krestomatio
La Fundamenta Krestomatio de la Lingvo Esperanto (Crestomatia Fonamental de la Llengua Esperanto) va ser la primera recopilació de contribucions d'obres modèliques des del punt de vista de l'estil en esperanto, amb texts originals i traduccions, algunes de les quals són obra de Zamenhof, que també va ser revisor d'estil i adaptador de la resta. Tot i que la primera edició és de 1903, a cura del mateix Zamenhof, la major part dels texts havien aparegut ja publicats a la revista La Esperantisto entre els anys 1889 i 1895. La resta van aparèixer en altres publicacions entre 1887 i 1902. També hi apareix la versió en esperanto de la gramàtica fonamental de l'idioma. La Fundamenta Krestomatio conté exercicis, faules, narracions, anècdotes, articles científics i de divulgació científica i setanta articles, cinc d'ells originals de Zamenhof.

## El "Dia de Zamenhof"
El "Dia de Zamenhof" (15 de desembre) és com s'anomena la diada de l'esperanto. Es va començar a celebrar en la dècada del 1920 quan, a proposta de diversos intel·lectuals i activistes esperantistes —entre altres Julio Baghy i Nikolao Nekrasov—, es va elegir el 15 de desembre, dia del naixement de Zamenhof, com a dia de festa esperantista. El 20 de novembre de 2015, la UNESCO va declarar 2017 com l'Any de Zamenhof, recordant que en aquell any es compleixen 100 de la seva mort.